# Škotska gelščina
Škotska gelščina (endonim: Gàidhlig), znana tudi kot preprosto gelščina, je gelska veja otoških keltskih jezikov (v keltski veji indoevropske jezikovne družine), ki izvira iz Škotskih Galcev. Škotska gelščina, tako kot irski in manski jezik, sta se razvila iz stare irščine. Postal je ločen govorjeni jezik nekje v 13. stoletju v srednjeirskem obdobju, čeprav so si Galci tako na Irskem kot na Škotskem delili skupni literarni jezik vse do globoko v 17. stoletje. Večina sodobne Škotske je bila nekoč gelsko govoreča, kar dokazujejo zlasti krajevna imena v gelskem jeziku.
V popisu prebivalstva na Škotskem leta 2011 je 57.375 ljudi (1,1 % škotskega prebivalstva, starejšega od treh let) poročalo, da znajo govoriti gelsko, kar je 1275 manj kot leta 2001. Najvišji odstotek govorcev gelščine je bil na Zunanjih Hebridih. Kljub temu prihaja do oživljanja jezika in število govorcev jezika, mlajših od 20 let, se med popisoma 2001 in 2011 ni zmanjšalo. Zunaj Škotske se v Kanadi od 18. stoletja govori narečje, znano kot kanadska gelščina. V popisu leta 2021 je 2170 kanadskih prebivalcev trdilo, da znajo škotsko gelščino, kar je manj kot v popisu leta 2016, ko jih je bilo 3980 govorcev. V Novi Škotski obstaja posebna koncentracija govorcev, medtem ko so zgodovinske skupnosti v drugih delih Kanade večinoma izginile.
Škotska gelščina ni uradni jezik Združenega kraljestva ali Škotske. Vendar pa je uvrščen med avtohtone jezike v skladu z Evropsko listino o regionalnih ali manjšinskih jezikih, ki jo je ratificirala vlada Združenega kraljestva in Zakon o gelskem jeziku (Škotska) iz leta 2005 je ustanovil organ za jezikovni razvoj, Bòrd na Gàidhlig.

## Ime
Poleg škotske gelščine se lahko jezik imenuje tudi preprosto gelščina, ki se v angleščini izgovori /ˈɡælɪk/ GAL-ick. Vendar se gelski /ˈɡeɪlɪk/ GAY-lik nanaša tudi na irski jezik (Gaeilge) in manski jezik (Gaelg).
Škotska gelščina se razlikuje od škotščine, jezika, ki izhaja iz srednje angleščine in so ga začeli govoriti v večini Škotskega nižavja v zgodnjem novem veku. Pred 15. stoletjem so njegovi lastni govorci ta jezik poznali kot Inglis ('angleščina'), gelščina pa se je imenovala Scottis ('škotščina'). V poznem 15. stoletju je postalo vse pogosteje, da so takšni govorci škotsko gelščino označevali z Erse ('Irski'), nižavski jezik pa s Scottis. Danes je škotska gelščina priznana kot ločen jezik od irščine, zato se beseda Erse v zvezi s škotsko gelščino ne uporablja več.

## Zgodovina

### Izvor
Na podlagi srednjeveških tradicionalnih poročil in očitnih dokazov iz lingvistične geografije velja splošno prepričanje, da so gelščino na Škotsko prinesli v 4.–5. stoletju n. naseljenci iz Irske, ki so ustanovili gelsko kraljestvo Dál Riata na zahodni obali Škotske v današnjem Argyllu. Arheolog Ewan Campbell je izrazil alternativno stališče, ko je trdil, da se domnevna migracija ali prevzem ne odraža v arheoloških podatkih ali podatkih o imenih krajev (kot je prej poudaril Leslie Alcock). Campbell je podvomil tudi o starosti in zanesljivosti srednjeveških zgodovinskih virov, ki govorijo o osvajanju. Namesto tega je sklepal, da je bil Argyll del skupnega keltsko govorečega območja z Irsko, ki ga je od železne dobe povezovalo in ne delilo morje. Tem argumentom so nasprotovali nekateri strokovnjaki, ki so zagovarjali zgodnje datiranje tradicionalnih poročil in se zavzemali za drugačne interpretacije arheoloških dokazov.
Ne glede na to, kako so jo začeli govoriti v regiji, je bila gelščina na Škotskem večinoma omejena na Dál Riata do 8. stoletja, ko se je začela širiti na piktska območja severno od Firth of Forth in Firth of Clyde. Med vladavino Caustantín mac Áeda (Konstantin II. Škotski, 900–943) so tujci regijo začeli omenjati kot kraljestvo Alba in ne kot kraljestvo Piktov. Vendar, čeprav piktski jezik ni nenadoma izginil, je med vladavino Caustantína in njegovih naslednikov očitno potekal proces gelizacije (ki se je morda začela več generacij prej). Do določene točke, verjetno v 11. stoletju, so vsi prebivalci Albe postali popolnoma gelizirani Škoti, piktska identiteta pa je bila pozabljena. Dvojezičnost v piktskem jeziku in gelščini, preden je prvi izumrl, je privedla do prisotnosti piktskih izposojenk v gelščini in sintaktičnega vpliva, za katerega bi se lahko štelo, da predstavlja piktski substrat.
Leta 1018, po osvojitvi Lothiana s strani Kraljevine Škotske, je gelščina dosegla svoj družbeni, kulturni, politični in geografski zenit. Pogovorni govor na Škotskem se je od 8. stoletja razvijal neodvisno od govora na Irskem. Prvič se je celotna regija današnje Škotske v latinščini imenovala Scotia, gelščina pa je bila lingua Scotica. V južni Škotski je bila gelščina močna v Gallowayju, sosednjih območjih na sever in zahod, Zahodni Lothian in deli zahodnega Midlothija. V manjši meri so ga govorili v severnem Ayrshiru, Renfrewshiru, dolini Clyde in vzhodnem Dumfriesshiru. V jugovzhodni Škotski ni dokazov, da je bila gelščina kdaj razširjena.

### Upadanje
Številni zgodovinarji označujejo vladavino kralja Malcolma Canmora (Malcolm III.) med letoma 1058 in 1093 kot začetek gelskega mrka na Škotskem. Njegova žena Margareta iz Wessexa ni govorila gelščine, svojim otrokom je dala anglosaksonska imena namesto gelskih in je na Škotsko pripeljala številne angleške škofe, duhovnike in menihe. Ko sta Malcolm in Margareta leta 1093 umrla, je gelska aristokracija zavračala njihove poanglizirane sinove in namesto tega podprle Malcolmovega brata Domnalla Bána (Donald III.). Donald je preživel 17 let na gelskem Irskem in njegova baza moči je bila na popolnoma gelskem zahodu Škotske - Gàidhealtachd (Škotsko višavje in otoke). Bil je zadnji škotski monarh, ki je bil pokopan na Ioni, tradicionalnem grobišču gelskih kraljev Dàl Riada in kraljestva Alba. Vendar pa so se med vladavino sinov Malcolma Canmoreja, Edgarja, Aleksandra I. in Davida I. (njihova zaporedna vladanja, ki so trajala 1097–1153), anglo-normanska imena in običaji razširili po vsej Škotski južno od črte Forth–Clyde in vzdolž severovzhodne obalne nižine vse do Moraya. Normanska francoščina je na dvoru popolnoma izpodrinila gelščino. Ustanovitev kraljevih mest na istem območju, zlasti pod Davidom I., je pritegnila veliko število tujcev, ki so govorili staro angleščino. To je bil začetek statusa galščine kot pretežno podeželskega jezika na Škotskem.
Poglavarji klanov v severnem in zahodnem delu Škotske so še naprej podpirali gelske barde, ki so ostali osrednja značilnost tamkajšnjega dvornega življenja. Napol neodvisno gospostvo otokov na Hebridih in zahodnem obalnem kopnem je ostalo v celoti gelsko od tamkajšnje obnove jezika v 12. stoletju, kar je zagotavljalo politično podlago za kulturni prestiž do konca 15. stoletja.
Do sredine 14. stoletja se je to, kar so sčasoma poimenovali škotščina (takrat imenovana inglis), pojavilo kot uradni jezik vlade in prava. Pojavljajoči se škotski nacionalizem v obdobju po koncu vojn za neodvisnost Škotske je bil organiziran tudi s Škoti. Velika narodna domoljubna literatura, vključno z The Brus Johna Barbourja (1375) in The Wallace Blind Harryja (pred 1488), je bila na primer napisana v škotščini in ne v gelščini. Do konca 15. stoletja so angleško/škotski govoreči gelščino namesto tega imenovali Yrisch ali Erse, tj. irščino in svoj jezik kot Scottis.

### Odpadla narečja
Narečja nižinske gelščine ne obstajajo od 18. stoletja. Gelščina v vzhodnem in južnem Škotskem višavju, čeprav je bila živa do sredine 20. stoletja, zdaj večinoma ne obstaja. Čeprav v sodobni škotski gelščini prevladujejo narečja Zunanjih Hebridov in otoka Sky, ostaja nekaj govorcev notranjih Hebridskih narečij Tiree in Islay ter celo nekaj maternih govorcev iz območij zahodnega višavja, vključno z Wester Rossom, severozahodnim Sutherlandom, Lochaberjem in Argyll. Narečja na obeh straneh ožine Moyle (Severni kanal), ki povezujejo škotsko gelščino z irščino, so zdaj izumrla, čeprav je bilo materne govorce še vedno mogoče najti na Mull of Kintyre, na Rathlinu in na severovzhodnem Irskem vse do sredine 19. in v 20. stoletju. Zapisi njihovega govora kažejo, da sta irska in škotska gelščina obstajali v narečni verigi brez jasne jezikovne meje. Nekatere značilnosti umirajočih narečij so se ohranile v Novi Škotski, vključno z izgovorjavo širokega ali velariziranega l (l̪ˠ) kot [w], kot v narečju Lochaber.

### Trenutno stanje
Škotska gelščina je od leta 2005, ko je škotski parlament (škotsko Pàrlamaid na h-Alba) sprejel Zakon o gelščini, na Škotskem uradno enakovredna z angleščino. Sprejeto je bilo mnogo državnih in civilnih iniciativ, s katerimi naj bi zajezili upadanje števila govorcev na zahodu Škotske in čim bolj popularizirali in razširili uporabo škotščine povsod po državi. Tako predvsem v večjih mestih že narašča število šol, v katerih se otroci učijo izključno v škotščini.

## Stanje
Projekt ogroženih jezikov navaja status galščine kot ogroženo z 20.000 do 30.000 aktivnimi uporabniki. Unesco galščino uvršča med zagotovo ogrožene (angleško definitely endangered.

### Razširjenost na Škotskem
Popis prebivalstva v Združenem kraljestvu leta 2011 je pokazal skupno 57.375 govorcev galščine na Škotskem (1,1 % prebivalstva, starejšega od treh let), od katerih jih je samo 32.400 znalo tudi brati in pisati jezik. V primerjavi s popisom iz leta 2001 se je število zmanjšalo za približno 1300 ljudi. To je najmanjši padec med popisi prebivalstva, odkar je bilo leta 1881 prvič zastavljeno vprašanje gelskega jezika. Škotski vladni minister za jezike in Bòrd na Gàidhlig sta to vzela kot dokaz, da se je dolg upad gelščine upočasnil.
Glavna trdnjava jezika še naprej ostajajo Zunanji Hebridi (Na h-Eileanan Siar), kjer je skupni delež govorcev 52,2 %. Pomembni jezikovni žepi obstajajo tudi v višavju (5,4 %) ter v Argyllu in Butu (4,0 %) in Invernessu (4,9 %). Območje z največjim absolutnim številom je Glasgow s 5878 takimi osebami, ki predstavljajo več kot 10 % vseh govorcev gelščine na Škotskem.
Gelščina še naprej upada v svojem tradicionalnem središču. Med letoma 2001 in 2011 se je absolutno število govorcev močno zmanjšalo na Zahodnih otokih (−1745), Argyll & Bute (−694) in Highlandu (−634). Padec v Stornowayu, največji župniji na Zahodnih otokih po številu prebivalcev, je bil še posebej izrazit, s 57,5 % prebivalstva leta 1991 na 43,4 % leta 2011. Edina župnija zunaj Zahodnih otokov z več kot 40 % gelsko govorečih je Kilmuir v Northern Skye s 46 %. Otoki v Notranjih Hebridih s precejšnjim deležem govorcev gelščine so Tiree (38,3 %), Raasay (30,4 %), Skye (29,4 %), Lismore (26,9 %), Colonsay (20,2 %) in Islay (19,0 %).
Danes nobena civilna župnija na Škotskem nima deleža gelsko govorečih, ki bi bil večji od 65 % (najvišjo vrednost ima Barvas, Lewis, s 64,1 %). Poleg tega nobena civilna župnija na celinski Škotski nima deleža gelsko govorečih, ki bi bil večji od 20 % (največji je v Ardnamurchanu, Highland, z 19,3 %). Od skupaj 871 civilnih župnij na Škotskem delež gelsko govorečih presega 50 % v sedmih župnijah, 25 % v 14 župnijah in 10 % v 35 župnijah.
Upad tradicionalnih območij je nedavno uravnotežil rast v škotskem nižavju. Med popisoma 2001 in 2011 se je število govorcev galščine povečalo v devetnajstih od 32 mestnih območij v državi. Največji absolutni dobiček je bil v Aberdeenshiru (+526), North Lanarkshire (+305), območju mestnega sveta Aberdeen (+216) in East Ayrshire (+208). Največji relativni prirast je bil v Aberdeenshiru (+0,19 %), East Ayrshire (+0,18 %), Moray (+0,16 %) in Orkney (+0,13 %).
Leta 2018 je popis učencev na Škotskem pokazal, da ima 520 učencev v javno financiranih šolah doma gelščino kot glavni jezik, kar je 5-odstotno povečanje s 497 leta 2014. V istem obdobju se je gelsko srednješolsko izobraževanje na Škotskem povečalo s 4343 učencev (6,3 na 1000), ki se leta 2018 izobražujejo v okolju, kjer se poglobi v gelščino, kar je več od 3583 učencev (5,3 na 1000) leta 2014. Podatki, zbrani v letih 2007–2008, so pokazali, da celo med učenci, vpisanimi v gelske srednje šole, 81 % osnovnošolcev in 74 % srednješolcev poroča, da uporabljajo angleščino pogosteje kot gelščino, ko se doma pogovarjajo s svojimi materami. Učinek znatnega povečanja števila učencev v gelskem srednjem izobraževanju od takrat na to ni znan.

## Uporaba

### Škotski parlament
Gelščina je dolgo trpela zaradi pomanjkanja uporabe v izobraževalnem in administrativnem kontekstu in je bila dolgo zatirana.
Vlada Združenega kraljestva je ratificirala Evropsko listino o regionalnih ali manjšinskih jezikih v zvezi z gelščino. Gelščina je skupaj z irščino in valižanščino navedena v III. delu Listine, ki od vlade Združenega kraljestva zahteva, da sprejme vrsto konkretnih ukrepov na področju izobraževanja, pravosodja, javne uprave, radiodifuzije in kulture. Vlada Združenega kraljestva ni prejela enake stopnje uradnega priznanja kot valižanščine. S prihodom decentralizacije pa so se škotski zadevi začele posvečati večji pozornosti in so dosegle določeno stopnjo uradnega priznanja, ko je škotski parlament 21. aprila 2005 sprejel zakon o gelskem jeziku (angleško Gaelic Language (Scotland) Act 2005).
Ključne določbe zakona so:
- Ustanovitev galskega razvojnega organa, Bòrd na Gàidhlig (BnG), na zakonski podlagi z namenom zagotoviti status gelščine kot uradnega jezika Škotske, ki zahteva enako spoštovanje kot angleški jezik, ter spodbujati uporabo in razumevanje gelščine.
- Zahteva, da BnG vsakih pet let pripravi nacionalni načrt za gelski jezik, ki ga odobrijo škotski ministri.
- Zahteva, da BnG pripravi smernice o gelskem srednjem izobraževanju in gelščini kot predmetu za izobraževalne organe.
- Od javnih organov na Škotskem, tako škotskih javnih organov kot tudi čezmejnih javnih organov, če izvajajo decentralizirane funkcije, da razvijejo načrte za gelski jezik v zvezi s storitvami, ki jih ponujajo, če to zahteva BnG.

Po ustanovitvi je Bòrd na Gàidhlig od škotske vlade zahteval načrt za gelski jezik. Ta načrt je bil sprejet leta 2008 in nekatere njegove glavne zaveze so bile: identiteta (znaki, celostna podoba); komunikacije (sprejem, telefon, pošiljanje po pošti, javna srečanja, pritožbeni postopki); publikacije (PR in mediji, spletne strani); zaposlovanje (učenje jezikov, usposabljanje, zaposlovanje).
Po posvetovalnem obdobju, v katerem je vlada prejela veliko pripomb, med katerimi je večina zahtevala okrepitev predloga zakona, je bil objavljen revidiran predlog zakona; glavna sprememba je bila, da so smernice Bòrda zdaj zakonske (in ne svetovalne). Na stopnjah odbora v škotskem parlamentu je potekala velika razprava o tem, ali bi morala gelščina imeti »enako veljavo« kot angleščina. Zaradi pomislekov vodstva o posledicah glede virov, če bi bilo uporabljeno to besedilo, se je odbor za izobraževanje odločil za koncept »enakega spoštovanja«. Kakšna je pravna veljavnost tega besedila, ni jasno.

### Oznake
Dvojezični prometni znaki, imena ulic, poslovne in reklamne oznake (v gelščini in angleščini) se postopoma uvajajo v gelsko govoreče regije v Višavju in na otokih, vključno z Argyllom. V mnogih primerih je to preprosto pomenilo ponovno sprejetje tradicionalnega črkovanja imena (kot je Ràtagan ali Loch Ailleart namesto angliciziranih oblik Ratagan oziroma Lochailort).
Nekateri enojezični gelski prometni znaki, zlasti usmerjevalni znaki, se uporabljajo na Zunanjih Hebridih, kjer lahko večina prebivalstva praktično obvlada jezik. Ti v celoti izpuščajo angleški prevod.
Dvojezični napisi na železniških postajah so danes pogostejši kot nekoč. Praktično vse postaje na območju Višavja uporabljajo tako angleščino kot gelščino, uporaba dvojezičnih napisov postaj pa je postala pogostejša v Škotskem nižavju, vključno z območji, kjer se gelščina že dolgo ne govori.
Številni zagovorniki jezika so to pozdravili kot sredstvo za dvig njegove prepoznavnosti in zagotavljanje njegove prihodnosti kot »živega jezika« (tj. omogočanje ljudem, da ga uporabljajo za navigacijo od A do B namesto angleščine) in ustvarjanje občutek mesta. Vendar pa je ponekod, na primer v Caithnessu, namera Highland Councila, da uvede dvojezične oznake, sprožila polemiko.
Ordnance Survey je v zadnjih letih ukrepal, da bi popravil številne napake, ki se pojavljajo na zemljevidih. Leta 2004 so objavili, da jih nameravajo popraviti in ustanovili odbor za določitev pravilnih oblik gelskih imen krajev za njihove zemljevide. Ainmean-Àite na h-Alba ('Imena krajev na Škotskem') je nacionalno svetovalno partnerstvo za galska imena krajev na Škotskem.
- Dvojezični gelsko-angleški prometni znak, pri Lochaline v Škotskem višavju
- Enojezična gelska smerna tabla, pri Rodel (Roghadal) na Harrisu v Zunanjih Hebridih
- Dvojezični angleški/gelski znak na postaji Queen Street v Glasgowu